# Оушен-Вью (Делавэр)
Оушен-Вью (англ. Ocean View) — город в округе Сассекс в штате Делавэр США. По данным переписи 2020 года, численность населения составляла 2636 человек.

## Население
| 2010 | 2020  |
| ---- | ----- |
| 1882 | ↗2636 |